# Sainte-Geneviève-des-Bois (Loiret)
Sainte-Geneviève-des-Bois is een gemeente in het Franse departement Loiret (regio Centre-Val de Loire). De plaats maakt deel uit van het arrondissement Montargis. Sainte-Geneviève-des-Bois telde op 1 januari 2022 1.062 inwoners.

## Geografie
De oppervlakte van Sainte-Geneviève-des-Bois bedroeg op 1 januari 2022 40,74 vierkante kilometer; de bevolkingsdichtheid was toen 26,1 inwoners per km².

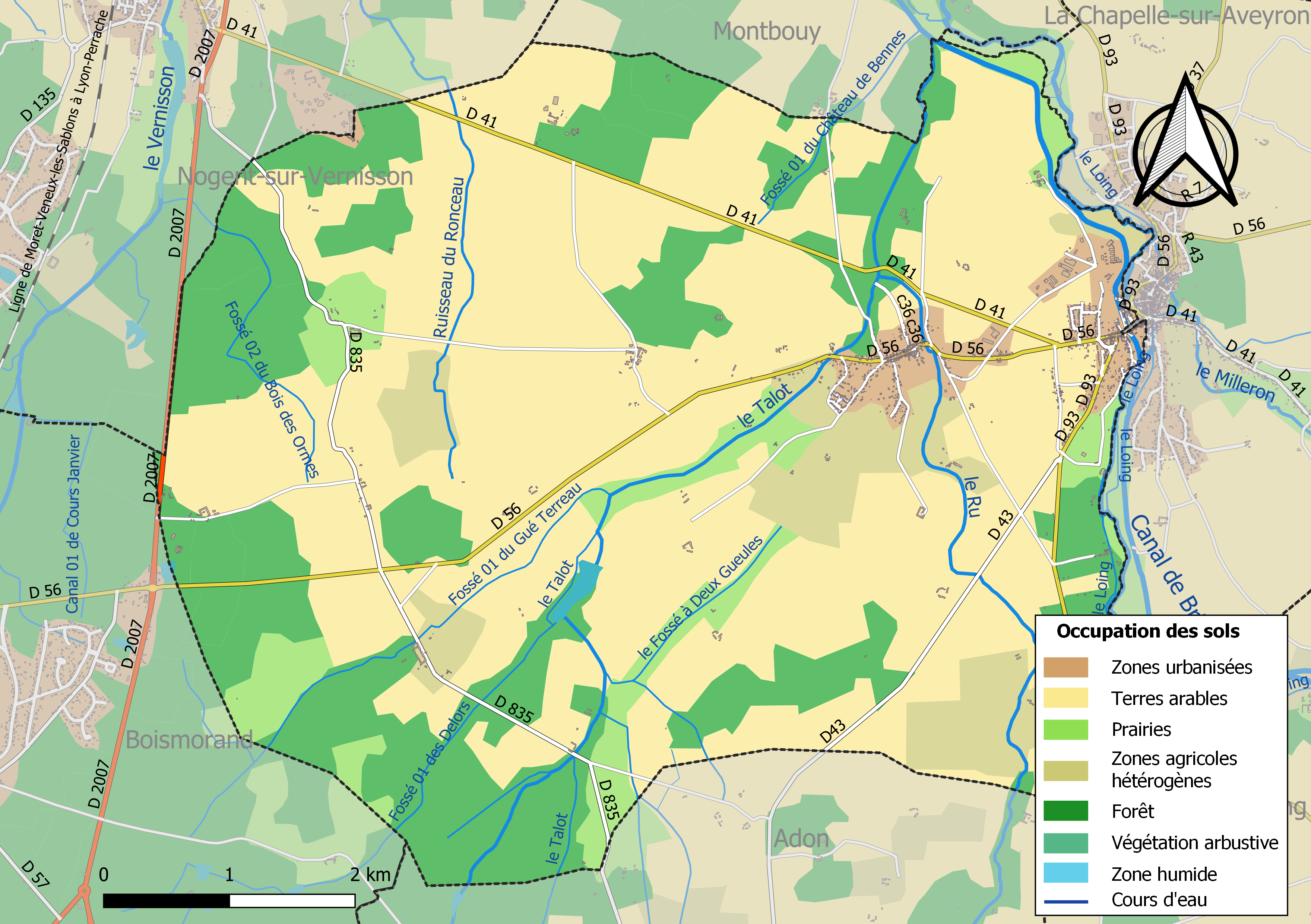
Kaart van de gemeente met de belangrijkste infrastructuur, bodemgebruik en omliggende gemeenten

## Demografie
Onderstaande figuur toont het verloop van het inwonertal (bron: INSEE-tellingen).